# Dari (gruppo musicale)
I Dari sono un gruppo musicale italiano formatisi nel 2004 ad Aosta. Hanno raggiunto la notorietà nel 2008 grazie al singolo Wale (tanto wale) dapprima su YouTube e in seguito su All Music e MTV. Sono famosi anche per Cercasi AAAmore e Più di te, tra i tormentoni estivi rispettivamente del 2009 e del 2010.

## Storia del gruppo

### Primi anni (2004-2006)
I Dari si formano ad Aosta nel 2004 inizialmente come progetto solista di Dario Pirovano. Sempre nello stesso anno si aggiungono alla band Alberto Oscarelli (tastiera) e François Domaine (basso), il quale poi diventerà batterista del gruppo, dando spazio all'inserimento di Fabio Cuffari al basso. Nel 2006 Oscarelli e Domaine lasciano la band, prenderanno il loro posto William Novelli e Andrea Cadioli. Dopo aver partecipato a importanti festival musicali della penisola come il Rock Targato Italia, Tavagnasco Rock Festival e Arezzo Wave, vengono notati dal discografico torinese Massimo Gabutti (già produttore degli Eiffel 65 e fondatore della casa di produzione musicale Bliss Corporation), proprio in quel momento alla ricerca di artisti innovativi per "Fondazione Sonora", la nuova etichetta di casa BlissCo dedicata alla musica emergente italiana.

### Sottovuoto generazionale(2007-2009)
Entrano in studio nel novembre 2007 assieme ai produttori artistici BlissCo. Domenico Capuano e Federico Malandrino per le registrazioni dell'album Sottovuoto generazionale, da cui viene estratto il singolo Wale (tanto wale), il cui video, diretto da Massimo Gabutti e Fabio Salituro, viene pubblicato su YouTube nel marzo 2008 e trasmesso dall'emittente All Music, seguita a breve da MTV. Nel marzo 2008 il batterista Willi lascia il gruppo per motivi personali e viene sostituito con Daniel Fasano. Nel maggio 2008 il gruppo firma un contratto con EMI Italia. Con l'aiuto dei produttori il gruppo produce un reality sulla band, Dari4Real, della durata di quattro minuti che, nel luglio del 2008, viene trasmesso durante lo show pomeridiano Community su All Music.
Nell'estate 2008 partecipano a TRL, All Music Community, Scalo 76 e MTV Day; il primo ottobre 2009 aprono il concerto dei Cinema Bizarre. Il 12 settembre 2008 viene pubblicato dalla EMI Italiana il loro primo album, Sottovuoto generazionale che nella prima settimana di uscita si colloca al 12º posto delle classifiche italiane.
A ottobre 2008 parte il loro primo tour, SottoVuoto Tour 2008, che li porta a suonare in diversi locali e teatri italiani, come il Colosseo di Torino. Sempre nello stesso mese pubblicano Tutto regolare, il secondo singolo tratto dall'album d'esordio il cui videoclip viene girato da Massimo Gabutti e Fabio Salituro
Si dedicano ad una serie di show live unplugged nei mediastore italiani quali LaFeltrinelli, Fnac, Messaggerie Musicali, MediaWorld.
Nel novembre del 2008, all'interno della manifestazione "Premio Videoclip Italiano", ricevono il Premio speciale al video-rivelazione dell'anno da MSN e FIMI. e al MEI (Meeting Etichette Indipendenti) il premio "Band Rivelazione dell'Anno" Intanto Tutto regolare viene scelta come colonna sonora della pubblicità della serie televisiva Greek - La confraternita, in onda su Fox e la band incide Hey!Giò, la sigla della fiction Chiamatemi Giò, prodotta da Disney Channel.
Nel marzo del 2009 viene pubblicato il terzo singolo da Sottovuoto generazionale, Non pensavo, in un'inedita versione in collaborazione con Max Pezzali, coprotagonista del videoclip omonimo con la regia di Massimo Gabutti e Fabio Salituro. Al video seguirà l'uscita del libro Tuttodarifare, biografia ufficiale dei Dari, edito da Sperling & Kupfer. La versione di Non pensavo con Max Pezzali è stata inclusa nel loro EP Sottovuoto: d-Version, pubblicato l'8 maggio 2009. Tra maggio e giugno 2009 vengono premiati sia dai TRL Awards di MTV, che da Wind Music Award come "Miglior gruppo emergente".
Il 15 giugno esce il video di Cercasi AAAmore con la regia di Stefano Bertelli, video con cui partecipano alle selezioni del Coca Cola Live @ MTV - The Summer Song e che li vede classificarsi al 2º posto del concorso. Per tutta l'estate 2009 girano l'Italia con il  D-Version Tour. Tra settembre e ottobre viene pubblicata sul loro canale YouTube la serie dARI:Live4real, otto brani live ripresi durante il concerto di Torino al Teatro Colosseo.
In ottobre iniziano anche le riprese del video di Casa casa mia, che viene pubblicato all'inizio del mese di novembre con la regia di Massimo Gabutti e Fabio Salituro. Per Natale producono per MTV Pulse Natale non esiste, una miniserie di undici puntate in cui affrontano i temi caldi del Natale. 

### In testae la prima pausa (2010-2011)
L'8 maggio 2010 sono ospiti ai TRL Awards 2010 dove presentano in anteprima assoluta il singolo Più di te, in rotazione sulle radio dal 14 maggio 2010. Il singolo anticipa l'album In testa, a cui ha fatto seguito un tour teatrale denominato Spazzatour, che ha toccato le principali città italiane. L'album è stato presentato nei circuiti Mondadori e FNAc e nelle tappe estive del tour. Del singolo Più di te è stato realizzato dalla Bliss Corporation, con la regia di Massimo Gabutti e Fabio Salituro, il videoclip.
Nel 2009 e nel 2010 vincono, rispettivamente, il premio "Best New Artist" e il premio "Best Look" ai TRL Awards.
Nell'estate 2010 tengono una live session esclusiva per MTV eseguendo: Tutto regolare, Più di te, Esco, Cambio destinazione, L'amore ci chiama, Rock'nRoll Robot (cover), Cercasi AAAmore, Chiediti perché e Gp a 100 all'ora.

### Vado forte muoio giovanee la seconda pausa (2012-2019)
Nel 2012 tornano con alcune nuove demo presentate in anteprima sul canale streaming della Bliss, tra le quali vi sono Solo punk rock, Hero un Eroe, Allucinazione, Libero liberi, 9 Volt e Ho da fare.
Nel 2014, dopo quattro anni dalla pubblicazione del singolo Bonjour, la band tpubblica attraverso il canale YouTube tre singoli: il 14 maggio Solo punk rock, il 6 giugno Universo e il 24 luglio Amore folle. Questi ultimi singoli sono stati prodotti dalla Bliss Corporation e pubblicati solamente in formato digitale.
Partecipano alle selezioni per le Nuove Proposte dei Festival di Sanremo 2015 e 2016, presentando rispettivamente le canzoni Baciami ancora (almeno un'ora) e L'unica cosa, nessuna delle quali viene ammesse alla gara.
Nel 2016 vengono pubblicati attraverso il canale YouTube due singoli, il 7 giugno Sedia elettrica e il 26 ottobre Disordini il cuore. Nel settembre dello stesso anno parte la tournée Top Tour 2016-2017.
A ottobre 2017 il gruppo svela il nome del loro nuovo album, Vado forte muoio giovane, realizzato anche grazie ad un crowdfunding sulla piattaforma "Musicraiser". Il disco contiene 21 tracce tra inediti e singoli mai pubblicati su supporto fisico ma caricati negli anni su varie piattaforme come YouTube, o proposti solo nei live. Nello stesso mese, i Dari si candidano a partecipare a Sanremo Giovani 2018 con il singolo John Kennedy, che si piazzerà tra le 68 canzoni migliori ma non riuscirà a passare l'ulteriore selezione.
A dicembre pubblicano il doppio disco, e il singolo Dritto, che sarà accompagnato da un videoclip in cui compaiono alcuni raisers, ovvero fans che hanno partecipato alla raccolta fondi. Il disco non conterrà la canzone "9 volt".
Nel 2018 si esibiscono nel Dari Live Tour 2018.
Il 14 gennaio 2019 la band comunica la volontà di prendersi una pausa a tempo indeterminato, concludendo la propria attività con l'ultima data del Vado forte muoio giovane tour il 9 febbraio al Circolo Svolta di Milano.
Tuttavia, il giorno di Halloween, dopo poco più di nove mesi dall'annuncio di un loro periodo di pausa, il gruppo annuncia sui social la pubblicazione di un singolo inedito chiamato Grigio, in uscita il 7 novembre.

### Il ritorno sulle scene (2022-presente)
A dicembre 2022 tornano ad esibirsi con il Rest In Punk!!! Tour, che è stato diviso in due periodi che vedono quattro date a ottobre e sei date tra dicembre e gennaio 2023. Il 1º dicembre 2022 annunciano il ritorno di Cadio per tre date del tour.
Nel 2023 partecipano al singolo dei Lost Come ogni venerdì e insieme a loro, in primavera, danno vita al Degeneration Tour. Nel 2024, sono ospiti dell'album Pogo Mixtape Vol. 1 dei Finley, come featuring all'interno del brano Perdonaci.

## Stile musicale e critica
I Dari definiscono la loro musica Emotronica, dove "emo" sta per "emozionale" e "tronica" indica la musica elettronica. Il loro look è ispirato al visual kei.
Così la critica musicale Marinella Venegoni parla di loro: «Tentano di raccontare lo smarrimento della crescita in un universo carente di punti di riferimento, le delusioni della vita quotidiana e stigmatizzano persino la televisione [...] quasi dei pensatori. Con l'aria che tira, non è poco». Tuttavia l'album Sottovuoto generazionale ha ricevuto anche diverse critiche negative.

## Formazione

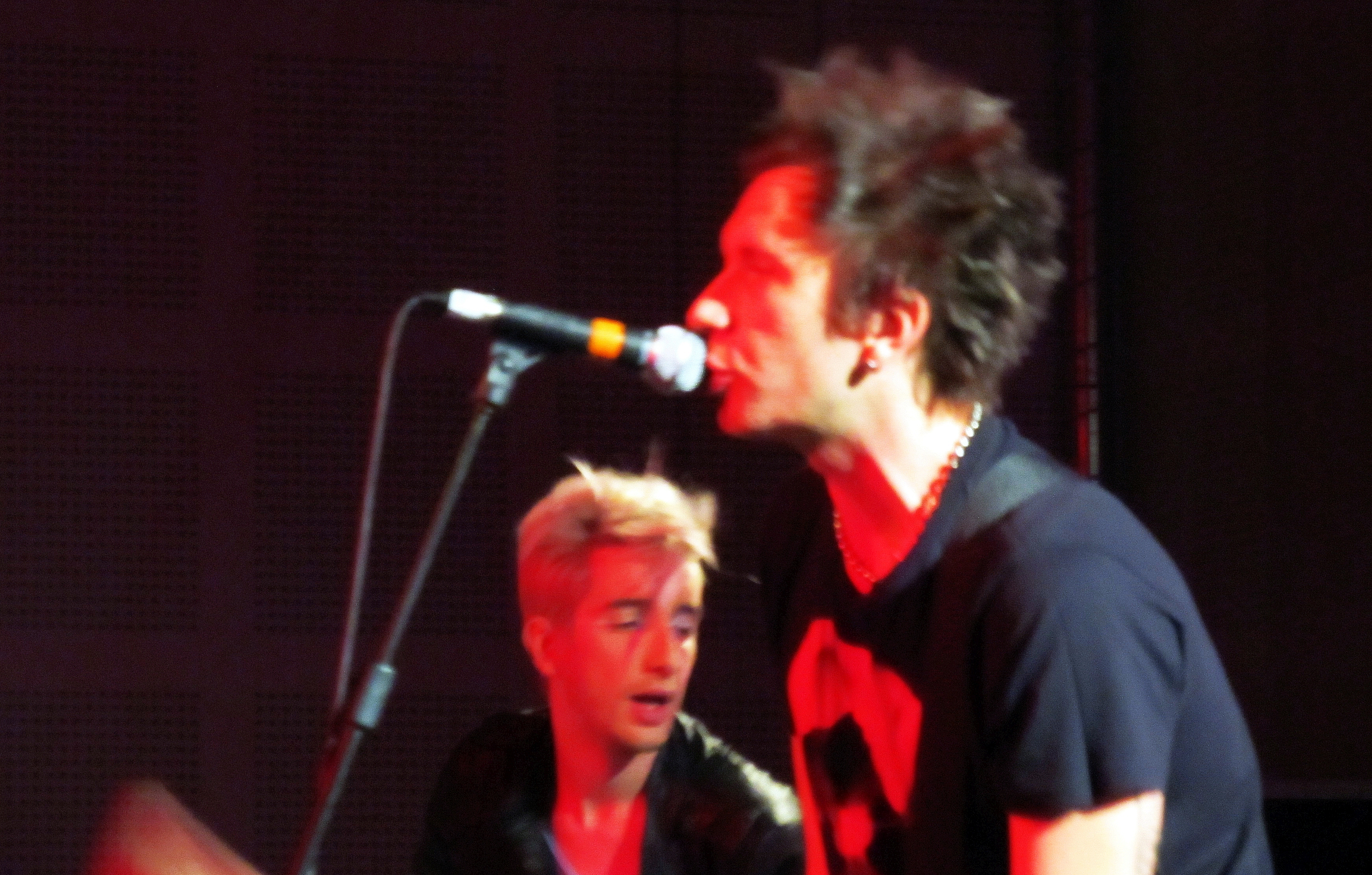
Dario Pirovano e Andrea Cadioli a Artisti valdostani per l'Emilia (luglio 2012)

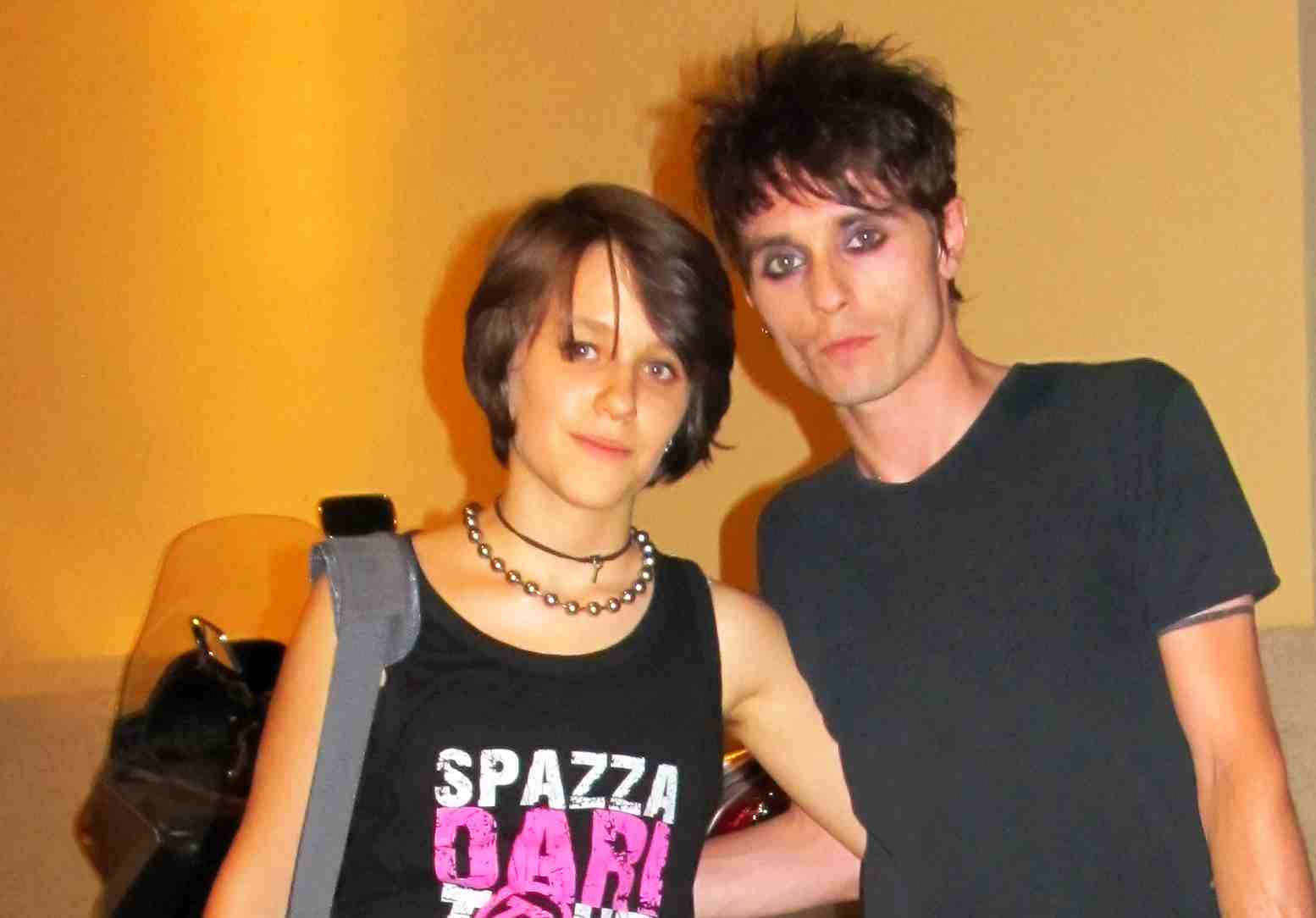
Fabio Fab Cuffari con una fan

### Formazione attuale
- Dario "DaRi" Pirovano – chitarra, voce, ukulele (2004-presente)
- Fabietto Cuffari – basso (2005-presente)
- Daniel "Fasa" Fasano – batteria (2007-presente)

### Ex componenti
- Francois "Cianci" Domaine – basso (2004-2005), batteria (2005-2006)
- Alberto "Albazz" Oscarelli – tastiera, sintetizzatore (2003-2005)
- Luca "P8A" Benedet – batteria (2004-2005)
- William Novelli – batteria, voce secondaria (2006-2008)
- Andrea "Cadio" Cadioli – tastiera (2005-2013)

## Discografia

### Album in studio
- 2008 – Sottovuoto generazionale
- 2010 – In testa
- 2017 – Vado forte muoio giovane

### EP
- 2009 – Sottovuoto: d-VERSION

### Demo
- 2004 – CoSaVoGlIoDiRe
- 2005 – misonfattocasa[35]
- 2006 – DaRi
- 2007 – LoveGain

### Singoli
- 2008 – Wale (tanto wale)
- 2008 – Tutto regolare
- 2008 – Wale (Buon Natale)
- 2009 – Hey Giò
- 2009 – Non pensavo (feat. Max Pezzali)
- 2009 – Cercasi AAAmore
- 2009 – Casa casa mia
- 2009 – Al centro %
- 2010 – Più di te
- 2010 – Da me
- 2010 – Bonjour
- 2014 – Solo punk rock
- 2014 – Universo
- 2014 – Amore folle
- 2015 – Baciami ancora (almeno un'ora)
- 2015 – L'unica cosa
- 2016 – Sedia elettrica
- 2016 – Disordini il cuore
- 2017 – John Kennedy
- 2017 – Dritto
- 2019 – Grigio
- 2024 – Tekkkno
- 2024 – Agosto stronzo

Come artista ospite
- 2017 – We love 2000 (con RÖDJA)[36][37]
- 2022 – Wale Rmx (La Sad feat. Dari)
- 2023 – Come ogni venerdì (Lost, Dari)
- 2023 – Numeri (Loob, Jack Out, Dari)
- 2024 – Odio tutto, odio tutti (Ëgo, Dari, Fusix)
- 2024 – Kinky (Zame, Mr. Ugo, Dari)

### Collaborazioni
- 2024 – Perdonaci (Finley feat. dARI), da Pogo Mixtape Vol. 1

## Videografia

### Video musicali
| Anno | Titolo                          | Regista/i                         |
| ---- | ------------------------------- | --------------------------------- |
| 2008 | Wale (tanto wale)               | Massimo Gabutti, Fabio Salituro   |
| 2008 | Tutto regolare                  | Massimo Gabutti, Fabio Salituro   |
| 2009 | Non pensavo (feat. Max Pezzali) | Massimo Gabutti, Fabio Salituro   |
| 2009 | Cercasi AAAmore                 | Stefano Bertelli                  |
| 2009 | Casa casa mia                   | Massimo Gabutti, Fabio Salituro   |
| 2010 | Più di te                       | Massimo Gabutti, Fabio Salituro   |
| 2010 | Da me                           | Massimo Gabutti, Fabio Salituro   |
| 2010 | Bonjour                         | Massimo Gabutti, Fabio Salituro   |
| 2014 | Universo                        | Maurizio Ghiotti                  |
| 2014 | Amore folle                     | Massimo Gabutti, Maurizio Ghiotti |
| 2015 | Baciami ancora (almeno un'ora)  | Maurizio Ghiotti                  |
| 2015 | L'unica cosa                    | Maurizio Ghiotti                  |
| 2016 | Sedia elettrica                 | Maurizio Ghiotti                  |
| 2016 | Disordini il cuore              | Maurizio Ghiotti                  |
| 2017 | John Kennedy                    | Maurizio Ghiotti                  |
| 2017 | Dritto                          | Maurizio Ghiotti                  |

## Progetti solisti

### Dariø Attack (Dario "DaRi" Pirovano)
- 2017: Smashitz[38][39][40]: un EP con 5 cover di altrettante hit italiane (Che ne sanno i 2000, Il più grande spettacolo dopo il Big Bang, Vorrei ma non posto, Tutto molto interessante e Assenzio) rivisitate in chiave pop-punk e punk-rock.
- 2019 - Budget (singolo)
- 2019 - ia iaia (singolo)
- 2019 - Weekend (singolo)
- 2019 - Oggi me ne fotto (singolo)

### Dari Dariø (Dario "DaRi" Pirovano)
- 2019: Cannone (singolo)

### The Secrets ("Zombie" Cuffari)
- 2015: Take Me High (demo)[41][42] (3:58)
- 2016: Lone Souls[43][44][45](ep con 5 inediti, in lingua inglese, di genere alternative-rock). Dall'EP è stato estratto un singolo, Lone Souls[46][47], che è stato accompagnato da un videoclip ufficiale[48].

| # | Titolo traccia | Durata |
| - | -------------- | ------ |
| 1 | Lone Souls     | 4:16   |
| 2 | Dim Image      | 4:13   |
| 3 | Andromeda      | 4:10   |
| 4 | If             | 3:08   |
| 5 | Late           | 3:19   |

Prodotto da Pan Music Production
- 2016: Prelude to the Lone Nebula[49]  (3:14)

### Les Bruits (Andrea "Cadio" Cadioli)
- 2013: L'amour me changera - EP[50][51][52]: 4 inediti alternative pop in lingua francese. Dall'ep sono stati estratti due singoli, accompagnati ciascuno da un videoclip: Le faux[53] e L'amour me changera[54].

| # | Titolo traccia      | Durata |
| - | ------------------- | ------ |
| 1 | L'amour me changera | 4:07   |
| 2 | Le faux             | 2:58   |
| 3 | Toi                 | 3:57   |
| 4 | Pas de peur         | 3:41   |

Prodotto da TdEproductionZ.
- 2017: Tout Le Monde[55] (singolo) (4:10)

### Daniel "Fasa" Fasano
Il batterista Daniel Fasano ha militato anche in varie band underground che spaziano tra Thrash, Metalcore ed il Death Metal: Eden Beast, Griffin Band, Reas-on e Living Corpse.
- 2006: Torturing the Odd Human Mind (EP) (come membro degli "Eden Beast")
- 2006: Passivity Causes Genocide (album) (come membro degli "Eden Beast")
- 2012: Together, We Are Alone[57] (4:36)
- 2012: Princess Ghibli II  (traccia 5 e 9) (come membro dei "Living corpse")

## Libri
- Dari, TuttodARIfare, Sperling & Kupfer, 2009, ISBN 978-88-200-4726-9.